# Chloroleucon chacoense
El palo overo (Chloroleucon chacoense) es una especie de árbol leguminoso en la familia Fabaceae. 
Se la halla en Argentina, Bolivia, Perú y Paraguay.
Está amenazada por pérdida de hábitat.

## Taxonomía
Chloroleucon chacoense fue descrita por (Burkart) Barneby & J.W.Grimes y publicado en Memoirs of the New York Botanical Garden 74(1): 140. 1996.
Etimología
Chloroleucon: nombre genérico que deriva de las palabras griegas χλωρóς (chloros), que significa "verde," y λευκός (leukos), que significa "blanco."
chacoense: epíteto geográfico que alude a su localización en el Chaco.
Sinonimia
- Pithecellobium chacoense Burkart basónimo

## Nombre comunes
Palo barroso, cuta, pata de buey, iguöpero, guirayepiromí,overo

## Fuente
- Prado, D. 1998. Chloroleucon chacoense. 2006 IUCN Lista Roja de Especies Amenazadas, bajado 19 de julio de 2007